# NGC 378
NGC 378 ist eine Balken-Spiralgalaxie vom Hubble-Typ SBc im Sternbild Bildhauer am Südsternhimmel. Sie ist schätzungsweise 428 Millionen Lichtjahre von der Milchstraße entfernt und hat einen Durchmesser von etwa 190.000 Lichtjahren.
Das Objekt wurde am 28. September 1834 von dem britischen Astronomen John Herschel entdeckt.